# Lettre aux frères du Mont-Dieu

La Lettre aux frères du Mont-Dieu, dite Lettre d’or, (titre latin: Epistola ad fratres de Monte Dei) est un petit traité sur la vie monastique en solitaire écrit par Guillaume de Saint-Thierry en 1144 pour les chartreux du Mont-Dieu. D’abord attribuée à saint Bernard elle eut un grand retentissement dans le monde monastique et y est toujours populaire et fréquemment réimprimée. 

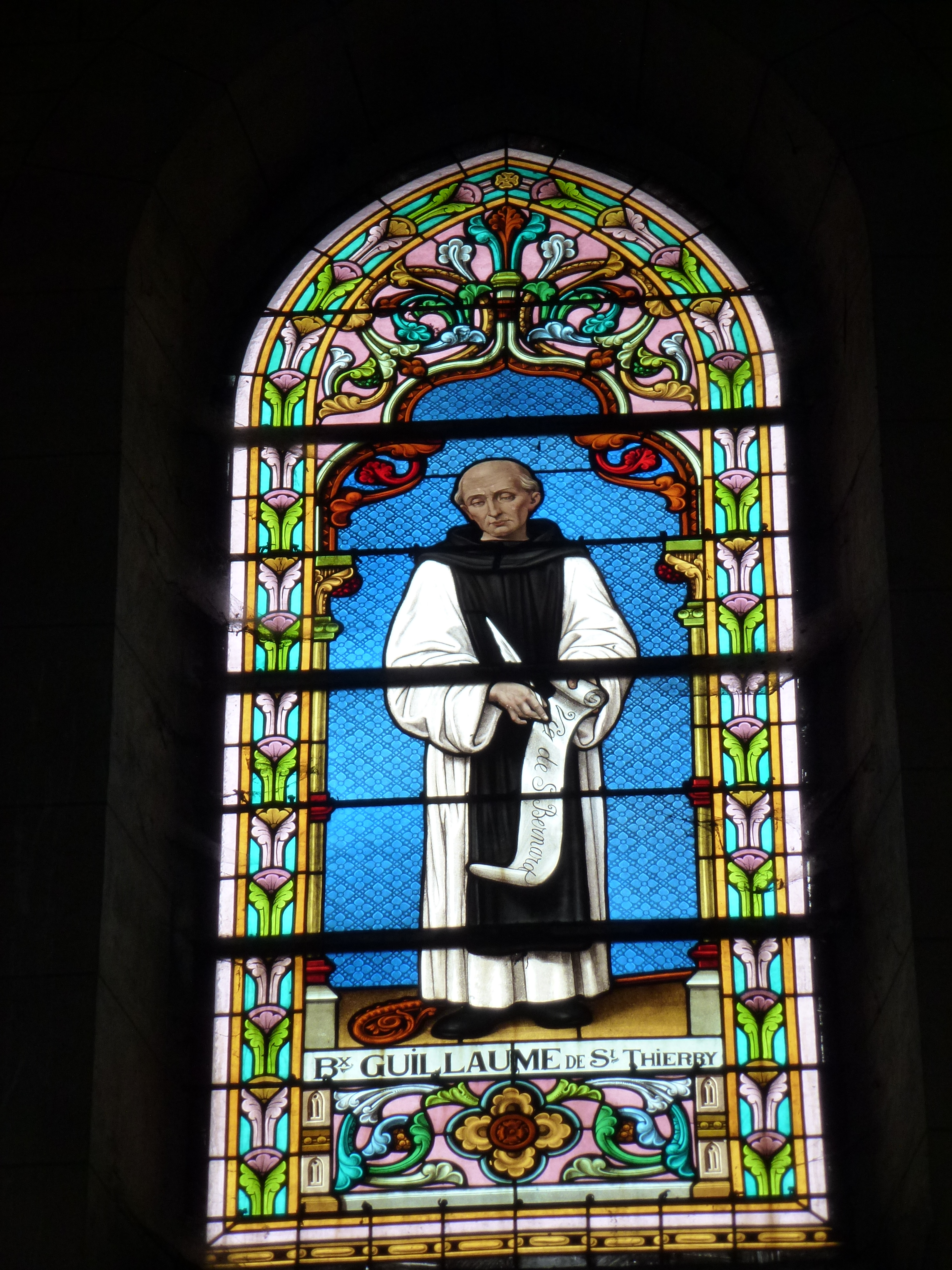
L'auteur de la lettre: le bienheureux Guillaume de Saint-Thierry

## Histoire
Guillaume, abbé bénédictin de Saint-Thierry, près de Reims, renonça à sa charge pour devenir simple moine cistercien à Signy dans l'Ardenne. Avec son ami saint Bernard il est en contact avec les ermites chartreux qui viennent de s’installer dans la grande forêt des Ardennes : ce sera le monastère du Mont-Dieu dont la fondation est confirmée en 1136 par le pape Innocent II.  Attiré par la vie en solitaire  Guillaume y fait même un séjour, sans doute en 1144.  
Cependant cette fondation et son austère style de vie solitaire attire les vocations et, alors que l’ordre clunisien est en pleine crise, de nombreux moines - et non des moindres - passent à Mont-Dieu, première fondation de l’ordre de Saint-Bruno dans la région, afin d’y retrouver l’idéal monastique primitif.  Cela provoque jalousies et critiques vis-à-vis des ermites du Mont-Dieu : ils sont accusés d’abandonner les traditions anciennes et introduire des nouveautés dans la vie monastique.     C’est pour répondre à ces critiques que Guillaume écrit une lettre ouverte à ses frères du Mont-Dieu (qu’il connait personnellement) pour les encourager. Il montre que, loin d’être une ‘nouveauté’ leur style de vie est en fait un retour à la très ancienne tradition de vie solitaire des ‘Pères du désert’ à l’origine du monachisme chrétien : la « vie des chartreux est le miroir du parfait ermite ».   Allant plus loin sa lettre devient un véritable traité de la vie monastique en solitaire : manuel d’ascèse et traité de vie mystique émaillé de conseils sages et prudents, le moine n'en restant pas moins homme...   

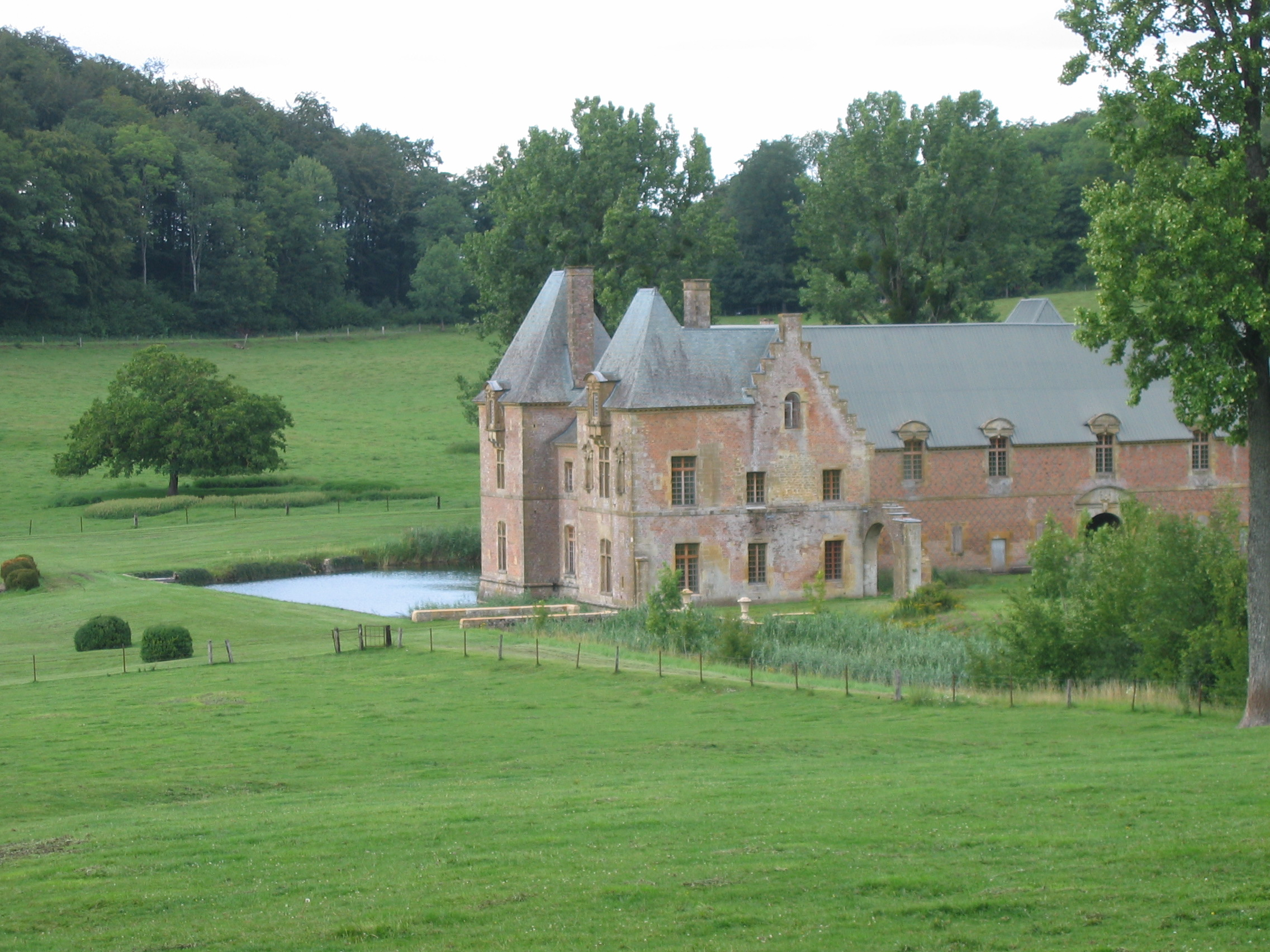
Ancienne chartreuse du Mont-Dieu (bâtiment du XVIIe siècle)

## Contenu
- Billet d’envoi : dédicace de la lettre aux novices et au prieur Haymon. avec mentions d'autres ouvrages de l’auteur et invitation à les lire.
- Liminaire : - encouragement aux frères chartreux qui réintroduisent la vie solitaire dans le monachisme d’Occident.  - appel à l’humilité cependant, et dangers de complaisance et suffisance.  – Exhortation à la persévérance
- Première partie : l’homme animal
  - La cellule est le ciel et le temple du solitaire.   La perfection propre des habitants de la cellule : les trois états : animal (le débutant), rationnel (le progressant) et spirituel (le parfait).
  - L’homme animal (le débutant).  (1) l’obéissance est le commencement de la sagesse. L’Intelligence et ses fruits. Misères de l’homme déchu. Le grand remède est l’obéissance.(2) progrès de l’homme animal : le corps est réduit en servitude : mortifications, fermeté, tentations (danger de l’oisiveté), travaux manuels, ascèse et mystique du travail, retour à l’ordre de la nature.  (3) perfection: l’habitude du bien.
  - Les exercices du solitaire. (1) le cadre: nécessite d’une règle, d’un directeur, de la stabilité. Vigilance. (2) les exercices spirituels : examen de conscience, l’Opus Dei, communion spirituelle, la Lectio divina. (3) Exercices corporels : Mortification du corps, nourriture, sommeil.
  - Problèmes relatifs à la vie solitaire. (1) Le choix des vocations : sollicitude et prudence.  (2) la construction des cellules : pauvreté. (3) la subsistance : exemple des anciens, usage des aumônes, dispense du travail de mains.
  - Directives pour la prière.  (1) Lecture et méditation. (2) prière ou oraison. (3) différents genres de prière : supplications, oraisons, actions de grâce. (4) Directives.
- Deuxième partie : le Rationnel et le Spirituel
  - Passage des commençants aux parfaits
  - L’homme rationnel (le progressant). (1) La raison qui s’ouvre à Dieu ; l’âme raisonnable, la raison et Dieu. (2) le progrès du rationnel : les études, les mauvaises habitudes, le vice et la vertu, volonté et vérité. (3) la perfection du rationnel : les deux voies, la discipline nécessaire, la pensée et les pensées.
  - L’homme spirituel (le parfait). (1) Du règne de la pensée à celui de l’amour : intervention de l’Esprit-Saint. Discipline nécessaire de la volonté. Échelle de l’amour. Ressemblance et unité avec Dieu. L’artisan de l’union divine.   (2) De clarté en clarté : les théophanies, purification de l’âme, progrès en amour et repos en Dieu.  (3) De ressemblance en ressemblance : adhérence au bien et habitude des vertus, science et sagesse, science acquise et science innée. La vie parfaite et unité avec Dieu. Le fruit ultime est la connaissance de Dieu
  - En conclusion : nouvel appel à l’humilité.

## Réception
Reçue avec enthousiasme la lettre fut copiée et recopiée de nombreuses fois et circula parmi les moines chartreux comme les cisterciens. Elle quitta même les cloîtres et fut traduite en vieux français et autres dialectes dès le XIIe siècle.  Bientôt elle sera attribuée à saint Bernard lui-même, malgré le prologue (‘billet d’envoi’ de Guillaume) adressé à Dom Haymon, prieur de Mont-Dieu. C’est l'érudit mauriste Dom Mabillon qui en 1690 l’appela pour la première fois ‘Lettre d’Or’, une appellation qui restera. 
Émaillée de conseils pratiques de sagesse humaine et autres directives d’ordre religieux la lettre plut énormément aux esprits spirituels du XIIe siècle. Elle reste un trésor de la spiritualité monastique et cartusienne. Aujourd’hui encore elle garde valeur et attrait pour quiconque cherche Dieu.